# 야마쓰리야마역
야마쓰리야마역(일본어: 矢祭山駅)은 일본 후쿠시마현 히가시시라카와군 야마쓰리정에 위치한 동일본 여객철도 스이군선의 철도역이다. 단선 승강장 1면 1선의 구조를 갖춘 지상역이다.

## 이용 현황
| 승차 인원 추이 | 승차 인원 추이 |
| 연도           | 1일 평균       |
| -------------- | -------------- |
| 2000           | 63             |
| 2001           | 55             |
| 2002           | 47             |
| 2003           | 44             |
| 2004           | 38             |

## 역 주변
- 국도 제118호선
- 구지 강
- 야마쓰리 산
- 야마쓰리 신사

## 역사
- 1932년 4월 2일 : 야마쓰리 가승강장이 개업.
- 1937년 3월 27일 : 야마쓰리 가정거장으로 됨.
- 1939년 11월 15일 : 역으로 승격.
- 1987년 4월 1일 : 일본국유철도 분할 민영화에 의해, 동일본 여객철도가 승계.
- 2016년 2월 21일 : 역사 개축.

## 인접 역
| 스이군선             | 스이군선   | 스이군선                 |
| -------------------- | ---------- | ------------------------ |
| 시모노미야 미토 방면 | ■ 스이군선 | 히가시다테 고리야마 방면 |